# Hauteur d'eau
Ne doit pas être confondu avec hauteur de marée.

Schéma type avec une sonde non découvrante (positive)

Schéma type avec une sonde découvrante (négative)

La hauteur d'eau en hydrographie est la distance verticale entre une surface d'eau liquide libre et une surface de référence parallèle et submergée, souvent relativement proche. Pour la mer et les océans, la surface submergée est celle du zéro hydrographique : la hauteur d'eau (H) est donnée par les annuaires des marées.
En météorologie, il s'agit de la hauteur de précipitations atmosphériques, qui correspond à leur épaisseur cumulée par unité de surface.

## Définition

### Hydrographie
Par définition, depuis l'adoption d'un zéro hydrographique commun, cette hauteur d'eau ne peut plus être négative, le zéro hydrographique étant voisin du plus bas niveau que la mer atteint aux plus basses mers des grandes marées astronomiques (coefficient 120). Des perturbations atmosphériques peuvent toutefois faire que la hauteur d'eau réelle ne soit pas conforme aux prévisions dans les cas de surcote et décote.
La connaissance de  la hauteur d'eau {\displaystyle H} à un instant {\displaystyle t} permet d'en déduire la profondeur {\displaystyle P} (distance verticale entre la surface et le fond) en un lieu donné dont la sonde {\displaystyle S} est connue. Algébriquement, {\displaystyle P=H+S}.
En hydraulique fluviale, la surface submergée est celle du lit du cours d'eau : la hauteur d'eau correspond alors à la profondeur submergée.

### Météorologie
La hauteur de précipitations atmosphériques est mesurée à partir d'un plan horizontal au sol. Il s'agit de la hauteur d'eau qui serait cumulée sur ce plan durant toute la durée des précipitations s'il ne s'écoulait pas. Elle correspond à l'épaisseur cumulée des précipitations par unité de surface (souvent le m2, un litre d'eau par m2 de surface correspondent à 1 mm d'eau). On utilise aussi le terme équivalent de lame d'eau.
Selon cette définition, on utiliserait un bac pour retenir l'eau mais en général, c'est un pluviomètre qui mesure cette quantité. Il en existe plusieurs types dont le plus commun est un tube gradué alimenté par un entonnoir qui sert à amplifier la hauteur d'eau dans le tube.